# 日経WinPC
日経WinPC（にっけいウィンピーシ－）は日経BP社が発行し、主に自作パソコンに関する事を取り扱うパソコン雑誌である。通称WinPC。

## 概要
主に自作パソコンに関する事を掲載する、いわゆる「DOS/V誌」である。キャッチフレーズは『「買いたい」「使いたい」を刺激するPC情報誌』。1995年から創刊され2011年12月号で創刊200号に達した。
月刊雑誌で市販誌であり書店の店頭などで販売されているほか、年間予約購読のサービスも提供している。価格は定価で980円であるが、付録が付いている場合は特別価格になる。
2013年11月号（9月28日発売）をもって月刊誌として休刊。その後年刊となり2016年夏号まで刊行。
また、季刊で臨時増刊「パソコンの自作」も別途発売していたが、2013年夏号は当初予定から1か月発売が遅れ、同年秋号は休刊となった。同年冬号からは日経パソコンの臨時増刊として発売され、2015年秋号まで刊行された。。
この他「PC自作の鉄則!」が2001年に創刊され、2003年以降毎年刊行されている。

## 誌面の特徴
自作パソコンに興味のあるパワーユーザー向けの雑誌であり、各パーツの新製品や売れ筋を紹介したり、自作パソコンのノウハウを掲載するページが多い。
中にはソフトウェアの紹介などの実用的なページもある。自作パソコンの世界から一歩掘り下げ、CPU・メモリーなどの各部品やOS・ネットワークといった、パソコンに関連した技術を扱う記事も存在する。
内容は号によって異なるが、3つの特集といくつかの連載記事で構成されていることが多い。

## 日経BP社発行のパソコン誌
- 日経PC21
- 日経ベストPC+デジタル（休刊）
- 日経PCビギナーズ（2013年10月号（9月13日発売）をもって休刊）
- 日経パソコン
- 日経Linux